# ملنگ جان ننگرهاری
محمدامین معروف به ملنگ جان ننگرهاری شاعر نامدار پشتو زبان اهل افغانستان، در سال ۱۹۱۴ میلادی در قریه چمیار ولسوالی بهسود ولایت ننگرهار متولد شد.

## دوران کودکی
ملنگ جان در از آغاز نوجوانی در کار و زندگی پر مشقت قرار داشت. در سن ۱۵ سالگی با خانواده اش به قریه داربنگ ولسوالی کامهٔ ولایت ننگرهار کوچ کردند.
در آنجا با طبع شعر و شاعری آشنا شد و با وجود تحصیلات ابتدایی اولین اشعارش را آغاز کرد.
ملنگ جان و خانواده اش مدت زیادی را به دلیل اختلاف با مردم به خاطر زمین‌های کشاورزی در ولسوالی کامه نماندند و دوباره به قریه چمیار برگشتند. ملنگ جان سربازی رفت، ابتدا به کنر و سپس به ولایت ننگرهار رفت و در قومندانی آنجا مصروف خدمت شد. وی در دودان خدمت عسکری در خصوص میهن بیشتر شعر و سروده می‌نوشت. در آن زمان خط دیورند که از مسایل مهم سیاسی دولت افغانستان بود، شعرهایش که در خصوص آزادی پشتونستان و دیورند سروده شده بود به اطلاع سردار محمد داوود خان رسید.
در سن ۲۰ سالگی اولین مجموعه اشعارش در نشریه «اتحاد مشرقی» به چاپ رسید.
نشریه اتحاد مشرقی از مهمترین نشریه‌ها در دوره شاه امان‌الله در ولایت ننگرهار با مدیریت برهان الدین خان کشکی بود.
در سال ۱۳۲۴ خورشیدی توسط سردار محمد داود وزیر دفاع وقت دولت شاهی افغانستان به کابل دعوت، مورد تشویق و مبلغ ۶۰۰ افغانی هدیه دریافت کرد.

## فعالیت‌ها
ملنگ جان در سال ۱۳۳۴ خورشیدی به حیث تنظیم کنندهٔ موسیقی پشتو در رادیو کابل مقرر گردید و برای برنامهٔ پشتونستان تصنیف و آهنگ می‌ساخت.
تصنیف زیباترین آهنگ‌های استاد اولمیر از ساخته‌های ملنگ جان می‌باشد.
از جمله آهنگ میهنی:
""دا زموږ زیبا وطن
دا زموږ لیلا وطن ""
ملنگ جان هم چنان عضو افتخاری «پښتو تولنه» بود.

## مرگ
ملنگ جان، همراه پسر سه ساله‌اش پس از چاشت شنبه اول عقرب ۱۳۳۵ش/۳۱ اکتبر ۱۹۵۶ در گذر خواجه سه بابای جگدلک کابل در تصادف (حادثه ترافیکی) کشته شد.
شعری که یک روز قبل از ملنگ جان تحریر و سروده شد:
نن می بیا زړگی له غمه واویلی کا
کله وژاړی په زور، کله گیلی کا
وخت ته نه گوری، بی وخت راته غږیږی
خدای دی خیر کړی چی به څه راته پیښیږی
برگردان:
| امروز باز دلم اندوهگینانه واویلا راه انداخته‌است |  | گاه با فریاد همی‌گرید و گاه گلایه سر می‌دهد |
| هنگام نمی‌شناسد، ناهنگام در گوشم می‌موید          |  | خداوند خیر کند، مرا چه خواهد شد           |

## آثار
(۳۱) چاربیتی

(۴۰) لوبی

(۶) بگتی

(۶۰)غزلی او

(۳) مقامونه

## نمونه اشعار
ملنگ شم

زه چی راواخلمه کچکول او ستا ملنګ شم

نو هغه ساعت به تیر له نام و ننګ شم

نام و ننګ به وی هغه ځای رانه پاتی

په کوم ځای کی چی زه ستا په تومت رنګ شم

پروا نشته که دنیا راپوری خاندی

ماشوم نه یم چی نور وخاندی زه تنګ شم